# Касимов, Панах Алекпер оглы
Панах Алекбер-оглы Касимов (азерб. Pənah Ələkbər oğlu Qasımov; (1881—1937) — деятель просвещения, член ЦИК Закфедерации.

## Биография
Родился в селе Каргабазар Джебраильского уезда Елизаветпольской губернии.
Свояк Узеира Гаджибекова. После окончания Горийской семинарии (1905) и Тифлисского учительского института (1907) учительствовал в Ленкорани и Баку. Приложил усилия к открытию школ на азербайджанском языке. Впоследствии был директором Азерб. высшего пед. ин-та и Азерб. ин-та усовершенствования учителей, зам. комиссара нар. просвещения Азерб. ССР, первым пред. профсоюза работников просвещения Азерб. ССР. Был в близких отношениях с У. Гаджибековом. Жертва политических репрессий 30-х годов, позже реабилитирован. Умер 15 июля 1937 года.